# Stéphane Demol

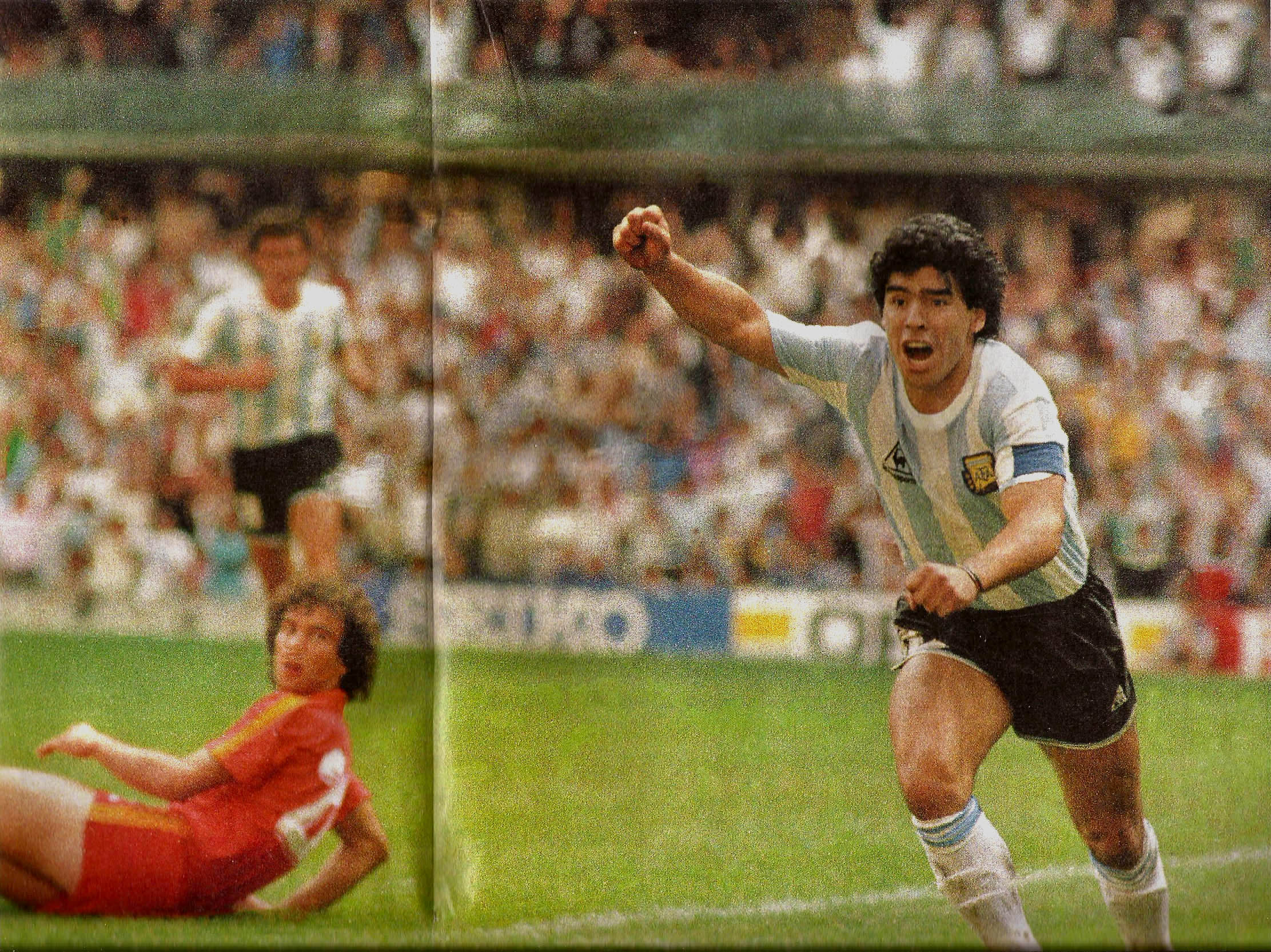
Argentinië-België, WK 1986, Demol (l), Diego Maradona (r)

Stéphane Demol (Watermaal-Bosvoorde, 11 maart 1966 – 22 juni 2023) was een Belgische voetbalcoach en voetballer. In zijn spelerscarrière als verdediger kwam hij onder meer uit voor RSC Anderlecht, Standard Luik en FC Porto. Demol speelde 38 interlands voor het Belgisch voetbalelftal, waarmee hij aan de WK's van 1986 en 1990 deelnam.

## Carrière

### Spelerscarrière
Op 9-jarige leeftijd begon Demol bij de jeugd van FC Drogenbos. Maar in 1980 werd het talent van Demol reeds opgemerkt door RSC Anderlecht en zo belandde hij op 14-jarige leeftijd in de jeugd van Anderlecht.
Vier jaar later kreeg Stéphane Demol al één keer de kans om mee te spelen met het A-elftal van Anderlecht maar het was wachten tot 1985 om hem echt aan het werk te zien. Demol was een groot talent en was bovendien nog jong. In het seizoen 1985/86 maakte hij in de barragewedstrijden voor de Belgische titel het winnende doelpunt tegen Club Brugge. De centrale verdediger van Anderlecht werd al gauw opgemerkt door andere Belgische clubs en na het Wereldkampioenschap voetbal 1986 ook door Europese subtoppers.
Zo kwam Demol in 1988 terecht bij het Italiaanse Bologna FC, maar leefde daar in onmin met de trainer. Een jaar later vertrok hij naar het Portugese FC Porto dankzij Luciano D'Onofrio. Daar beleefde de centrale verdediger zijn mooiste seizoen in buitenlandse dienst. Demol speelde 37 van de 38 competitiewedstrijden als titularis, maakte 12 goals (vooral strafschoppen), werd kampioen met FC Porto en werd verkozen tot beste buitenlandse speler in Portugese competitie. In 1990 trok de verdediger naar het Franse Toulouse FC dat zijn salaris verdubbeld had, maar tijdens zijn tweede seizoen voor de Franse club besloot hij terug naar België te vertrekken, nadat Toulouse sportief en financieel aan de grond zat.
Zo kwam Demol in 1991 aan bij Standard Luik. De verdediger vormde bij de Luikse club achterin een sterk centraal duo met André Cruz.  Hij werd tweemaal vice-kampioen en won in 1993 de Beker van België in een sterke ploeg met onder andere Gilbert Bodart, Philippe Léonard, Henk Vos, Marc Wilmots, Régis Genaux en Michaël Goossens. Daarna vertrok Demol, ondertussen al 27 jaar, naar Cercle Brugge maar daar kwam de centrale verdediger weinig aan spelen toe door een reeks blessures. Hetzelfde verhaal in 1994 bij het Portugese Sporting Braga. Na één seizoen vertrok hij er alweer richting Griekenland.
Na zijn Grieks avontuur bij Panionios, wat een financiële mislukking werd, kwam Demol eerst terecht bij het Zwitserse FC Lugano en vervolgens bij SC Toulon, dat speelde in de Franse Tweede Klasse. Demol begon zijn carrière steeds sneller af te bouwen en het einde leek in zicht. In 1998 speelde hij nog een seizoen voor FC Denderleeuw maar in 2000 na een dubbele buikspier-operatie maakte hij een einde aan zijn carrière als voetballer. Zijn laatste club was SK Halle in de provinciale reeksen.

### Belgisch voetbalelftal
Stéphane Demol speelde 38 keer voor de Rode Duivels en was goed voor één doelpunt dat hij scoorde in de 1/8e finales op het Wereldkampioenschap voetbal 1986 in Mexico. Tijdens de legendarische wedstrijd van België tegen de Sovjet-Unie maakte hij een kopbaldoelpunt in de verlengingen, waardoor hij de jongste doelpuntenmaker van het toernooi werd. België won met 3-4 en eindigde enkele wedstrijden later uiteindelijk als vierde op dat WK. Hij nam ook deel aan het WK 1990 als basisspeler.

### Trainerscarrière
Na zijn carrière als speler werd Demol bij verscheidene clubs trainer of hulptrainer. In 2005 werd hij hulptrainer van Standard Luik. De club eindigde tweede in het klassement, net achter RSC Anderlecht. Dat jaar werd zijn goede vriend en ex-collega René Vandereycken coach van de Rode Duivels, en in 2006 werd Stéphane Demol hulptrainer van de Rode Duivels. In juni 2008 liep zijn contract af en het werd niet verlengd. Franky Vercauteren werd de nieuwe assistent-bondscoach. Vanaf 5 juni 2008 ging Demol als hoofdtrainer aan de slag bij het Cypriotische Ethnikos Achnas. Na het seizoen 2008-2009 stapte hij daar zelf op.
Vanaf het seizoen 2009-2010 werd Demol hoofdtrainer bij Sporting Charleroi. Hij nam er op 31 oktober 2009 ontslag en keerde midden januari terug naar Cyprus, waar hij trainer werd van Aris Limassol. Vanaf juni 2010 werd hij trainer van PAS Giannina. Demol promoveerde in 2011 met de club naar de hoogste afdeling. Enkele maanden na de promotie werd hij ontslagen wegens het uiten van kritiek op de transferpolitiek van de club. Zijn volgende club was FC Brussels, waarmee hij zich verzekerde van het behoud in tweede klasse, maar waar op het einde van het seizoen vertrok. In december 2012 volgde Demol Sven-Göran Eriksson op als coach van het Thaise Tero Sasana. In april 2013 werd hij daar ontslagen. Nadien volgden nog twee clubs in Saoedi-Arabië: Al-Faisaly FC en Hajer Club.
Demol woonde een lange tijd in Beersel. Hij overleed op 57-jarige leeftijd na een hartstilstand.

## Palmares

### Speler
RSC Anderlecht
- Eerste Klasse 1984–85, 1985–86, 1986–87
- Beker van België: 1987-88
- SuperCup: 1985, 1987

FC Porto
- Primeira Liga: 1989-90

Standard Liège
- Beker van België: 1992-93

### International
België
- Wereldkampioenschap: 1986 (vierde plaats)[6]

### Individueel
- Kicker FIFA World Cup All-Star Team: 1986[7]
- Beste buitenlandse speler in de Primeira Liga: 1989-90[8]
- World Soccer Magazine World XI: 1990[9]